# Martinezostes asper
Martinezostes asper là một loài bọ cánh cứng trong họ Hybosoridae. Loài này được F Philippi miêu tả khoa học năm 1859.